# Bematistes nyasae
Bematistes nyasae är en fjärilsart som beskrevs av Carpenter 1920. Bematistes nyasae ingår i släktet Bematistes och familjen praktfjärilar. Inga underarter finns listade i Catalogue of Life.